# Live EP (Live at Fashion Rocks)
Live EP (Live at Fashion Rocks) es un EP en vivo, grabado en 2005 por Arcade Fire y David Bowie. Actuaron juntos el 8 de septiembre a las Fashion Rocks de 2005 en Nueva York.
Bowie más tarde contribuyó voces adicionales a la canción de Arcade Fire, «Reflektor», la canción principal y único título del cuarto álbum de la banda de estudio, Reflektor (2013).

## Lista de canciones
1. «Life on Mars?» (David Bowie) – 4:54
2. «Wake Up» (Arcade Fire) – 5:43
3. «Five Years» (David Bowie) – 3:46